# اندا، پانگاسینان
اندا، پانگاسینان (به لاتین: Anda, Pangasinan) یک سکونتگاه مسکونی در فیلیپین است که در پانگاسینان واقع شده‌است.

## خصوصیات
اندا ۷۴٫۵۵ کیلومترمربع مساحت و ۳۷٬۰۱۱ نفر جمعیت دارد.